# DF1
DF1 war der erste digitale Fernsehsender Deutschlands. Am 28. Juli 1996 ging der Sender, wenn auch nur mit einer technischen Versuchslizenz, erstmals lokal auf Sendung. DF1, mit Sitz in Unterföhring (Landkreis München), war Teil der Kirch-Gruppe.
Komplementärin war die DF1 Digitales Fernsehen Verwaltungs-GmbH.

## Geschichte
Der Sender entstand innerhalb einer Auseinandersetzung zwischen einerseits den Anteilseignern Bertelsmann, Canal+ und Kirch sowie andererseits der damaligen premiere Medien GmbH & Co. KG, der Betreibergesellschaft des Pay-TV-Kanals Premiere. So sollte ein Einstieg in das digitale Fernsehen später stattfinden und zwar unter Verwendung des von Canal+ bereits in Frankreich verwendeten Dekoders Mediabox mit SECA-Mediaguard-1-Verschlüsselungssystem. So gründete Leo Kirch kurzerhand selbst DF1, bestellte bei Nokia 1.000.000 d-box-1-Geräte und speiste DF1 mit Ware ausschließlich aus seinem Film- und Sportrechtearchiv. Mit der Zeit kamen auch Inhalte von BBC Prime und NBC hinzu.
Ab Sendestart war DF1 zunächst nur über Satellit (Astra) zu empfangen. Eine gerichtliche Verfügung verbot 1997 die bundesweite Verbreitung des Senders. Später wurde die Programmplattform nach und nach auch in das Kabelnetz eingespeist. Zum Empfang von DF1 benötigte man einen Decoder, die d-box. Zum Anschauen der angebotenen Programme war ein Abonnement notwendig. Kirch strebte die Fusion von DF1 und Premiere an, was von der Europäischen Kommission jedoch untersagt wurde.
Daraufhin verkauften die Premiere-Anteilseigner Bertelsmann (37,5 %) und Canal+ (37,5 %) weitestgehend ihre Anteile an die Kirch-Gruppe und einem Zusammenschluss von DF1 und Premiere stand nichts mehr im Weg. Am 1. Oktober 1999 wurde daraus Premiere World. Im Februar 2002 wurde dieser Name auf Initiative des damaligen Geschäftsführers Georg Kofler wieder in Premiere umbenannt.

## Senderliste
| DF1 Infokanal                  | Promokanal für DF1                                                                         |
| Cine Action                    | Action total: Waffen, Explosionen, Helden                                                  |
| Cine Comedy                    | Spaß und Witz für die ganze Familie                                                        |
| Star*Kino                      | Fernsehpremieren und jede Menge Stars                                                      |
| Romantic Movies                | Meilensteine des Liebesfilms                                                               |
| Western Movies                 | Großes Western-Kino und beliebte Serien                                                    |
| Filmpalast                     | Beliebte Fernsehklassiker                                                                  |
| Cine Classics 1+2              | Filmklassiker aus drei Jahrzehnten                                                         |
| Heimatkanal                    | Heimatfilme                                                                                |
| Krimi & Co.                    | Die besten Detektive und Kommissare                                                        |
| Comedy & Co.                   | Serienhits mit Witz, Tempo und Ironie                                                      |
| Herz & Co.                     | Serien und TV-Movies mit Herz und Gefühl                                                   |
| BBC Prime                      | Info und Entertainment aus Großbritannien                                                  |
| 13th Street                    | Action, Thrill, Horror und Science-Fiction                                                 |
| SF – Der Science-Fiction-Kanal | Außer- und überirdische Faszination fremder Welten                                         |
| Clubhouse                      | Unterhaltung für Jugendliche mit Zeichentrick, Serien und Filmen                           |
| Junior/K-Toon                  | Kinderfernsehen mit Zeichentrickserien, Filmen und Eigenproduktionen                       |
| MTV Germany                    | Hitclips, Stars und coole Musikshows                                                       |
| VH-1 Deutschland               | Musikfernsehen mit Hits aus den 60er, 70er und 80er Jahren                                 |
| CMT Europe                     | Musikfernsehen: Country-Music aus den Vereinigten Staaten                                  |
| Classica                       | Oper, Konzert und Ballett von großen Bühnen der Welt                                       |
| Music Choice/DMX               | 24 Stunden Musik auf 30 digitalen Audiokanälen                                             |
| Discovery Channel              | Spannende Dokumentationen aus aller Welt                                                   |
| Planet                         | Hintergründe, Berichte und Reportagen                                                      |
| Seasons                        | Programm für Jäger, Angler und Naturliebhaber                                              |
| DSF Plus                       | Spitzensport rund um die Uhr                                                               |
| DSF Action                     | Ein auf Wrestling spezialisiertes Programm welches täglich von 16:00 bis 6:00 Uhr sendete. |
| DSF Golf                       | Programm für Golfliebhaber                                                                 |
| NBC Europe                     | Programm mit Talk, Sport und Nachrichten                                                   |
| CNBC                           | 24 Stunden Nachrichten und aktuelle Börseninfos                                            |
| Blue Channel                   | Der Kanal für Lust und Erotik                                                              |
| Cinedom                        | Spielfilmhighlights auf Abruf                                                              |
| Blue Movie                     | Heiße Erotik auf Abruf                                                                     |
| Cartoon Network                | Zeichentrick                                                                               |
| TNT Classic Movies             | Filmklassiker                                                                              |